# Knaus Tabbert Group
Knaus Tabbert Group GmbH med huvudkontor i Jandelsbrunn, Tyskland bildades 2002 genom sammanslagningen av Knaus och Tabbert. I koncernen ingår märkena Knaus, Tabbert, T@B, Wilk, Weinsberg och Eifelland. Idag har koncernen 1 600 anställda och tillverkar 19 000 husvagnar och husbilar. Man har tillverkning i Jandelsbrunn, Mottges och Nagyoroszi. 
Knaus grundades i Marktbreit 1960 och fick under 1960-talet framgångar med modeller som Schwalbennest (svalboet) och Südwind. Den första Schwalbennest var en liten enkel husvagn byggd för Volkswagen Typ 1. Knaus märke är två svalor. Knaus grundades av arkitekten och ingenjören Helmut Knaus. 1965 började serietillverkningen. 1970 stod den nya fabriken i Jandelsbrunn i Bayern klar och företaget expanderar med export i Europa under 1970-talet.
Tabbert grundades 1934 av Alfred Tabbert som lärt sig karosseritillverkning hos Siemens. 1937 kom den första husvagnen ut på marknaden. Fabriken i Schweinfurt bombades tre gånger under andra världskriget. 1944 flyttade Tabbert därför till en ny fabrik i Bad Kissingen och hade 80 anställda. Under de första efterkrigsåren tillverkade man flera olika produkter, bl.a. möbler. 1964 kom en stor framgång med husvagnsmodellen Comtesse. Andra stora framgångar är modellerna Exzellenz, Kurfürst, Diplomat och Premier.
Den 9 oktober 2008 ansökte Knaus Tabbert om konkurs. Företaget togs över av det nederländska investmentbolaget HPT den 1 januari 2009, som sedan dess driver verksamheten vidare .